# Freddy León Roldán
Freddy León Roldán (1946-19 de marzo de 2016) fue un futbolista profesional chileno que jugaba como defensa central. Se formó deportivamente en Unión Española, y a lo largo de su carrera se desempeñó en Universidad Católica, O'Higgins, Lota Schwager, entre otros equipos.

## Trayectoria
Nacido en 1946, Freddy León se inició futbolísticamente en los pastos del Estadio Santa Laura, propiedad de Unión Española. Desde la tienda hispana, el defensa se mudó al Estadio Independencia, para vestir los colores de Universidad Católica. Aunque algunas fuentes señalan que en 1965 el jugador aún defendía la camiseta de Unión Española, lo cierto es que ya en 1964 se había integrado a su nuevo club.
En el equipo cruzado, León compartió con jugadores como René Hormazábal, Alberto Jeria, Eleodoro Barrientos, Esteban Varas, Juan Barrales, Luis Hernán Carvallo, Fernando Carvallo y Julio Gallardo, consagrándose campeón del Torneo de Reservas de Chile en las temporadas 1964 y 1965.  Luego de su paso por el cuadro cruzado, defendió los colores de Lota Schwager.
Otro hito importante en su carrera fue su paso por O'Higgins, donde se desempeñó entre los años 1967 y 1972, y en una nueva etapa en las temporadas 1976 y 1977. Posteriormente, el defensa jugó en Deportes Antofagasta, llamado en esa época Antofagasta Portuario, y Deportes Concepción.

## Palmarés

### Torneos nacionales de reservas
| Título             | Equipo               | País  | Año  |
| ------------------ | -------------------- | ----- | ---- |
| Torneo de Reservas | Universidad Católica | Chile | 1964 |
| Torneo de Reservas | Universidad Católica | Chile | 1965 |